# スター・トレック BEYOND
- スタートレック
  - スタートレックの映画作品 > スター・トレック BEYOND
  - ケルヴィン・タイムライン > スター・トレック BEYOND

『スター・トレック BEYOND』（スター・トレック ビヨンド、原題: Star Trek Beyond）は、2016年にアメリカ合衆国で公開されたSF映画である。『スタートレック』の劇場版第13作で、「ケルヴィン・タイムライン」を舞台にした3作目でもある。監督はジャスティン・リン、主演はクリス・パインが務める。
本作のエンディングにて、2016年6月19日に本作の北米公開を目前に控え「ケルヴィン・タイムライン」シリーズでチェコフを演じたアントン・イェルチンが事故で死去したため、追悼メッセージが流れた。また、メッセージには公開前の2015年に死去したスポック役のレナード・ニモイにも捧げられている。

## あらすじ
ジェームズ・T・カークは、辺境宇宙域の惑星フィボナンの代理使節として、彼らと対立する惑星ティーナックスとの和平交渉に臨む。彼らの下からフィボナンが盗んだという遺物を返還しその平和利用を訴えるが、猜疑心の強いティーナックス人との交渉は決裂し襲撃される。緊急転送でU.S.S.エンタープライズ NCC-1701に戻ったカークは、遺物の破壊的利用を恐れ、船内のセキュリティボックスに厳重にしまい、ワープ航法でティーナックスを去った。
エンタープライズが5年間の任務に就いて３年の月日が流れようとしていた。カーク率いるエンタープライズのクルー達は、仲間としての絆を育みエンタープライズは我が家と呼べる存在となっていた。一方で、宇宙の広大さに圧倒されたカークは、船長としての自信を失いつつあった。また、父ジョージが命を落とした年齢である30歳の誕生日を目前に控えていたが、目標とし追い続けてきた存在を越えて先へ進む事への不安もつのっていた。そんな中、エンタープライズは物資補給のために宇宙基地ヨークタウンに停泊する。
そこでクルー達が思い思いに休暇を過ごす中、カークは船長の座を退くことも考え始める。同時に腹心のスポックもまた、もう一人の自分である老スポック大使の死去を聞き、バルカン復興の使命を引き継ぐために船を去るか決断を迫られていた。そんな中、ヨークタウンに1機の脱出ポッドが到着。そこにはカラーラという異星人が乗っており、乗っていた宇宙船が連邦の星図に登録されてない惑星、アルタミット星に墜落したと救援を求めてくる。
救出任務のため、エンタープライズはカラーラを乗せてアルタミットに向けて出撃するが、惑星上空に到着したところを正体不明の無数の小型機の襲撃を受ける。エンタープライズは短時間で大破して戦闘不能に追い込まれる。ポッドで艦内に侵入してきた指揮官の男クラールはエンタープライズに乗せられていたティーナックスの遺物の奪取を狙っていた。カークは遺物を乗組員のシル少尉に託し、総員退艦を命令。乗組員らは全員脱出するが、カーク、スポック、マッコイ、スコット、チェコフ、カラーラの6人を除いてクラール一味に捕縛され、エンタープライズはアルタミット星に墜落する。
単身でアルタミット星に着陸したスコットはそこでジェイラという星の住人に出会う。クラール一味のマナスに家族を殺されていたジェイラはかつてこの星に墜落した宇宙船を住みかにして一人で生きていた。その船は過去に調査任務で行方不明になっていた宇宙艦隊所属のU.S.SフランクリンNX326であった。星を脱出するため、ジェイラはスコットに船の修理を依頼する。
カークとチェコフは墜落したエンタープライズの通信を復旧させて離散した仲間を集めようと試みるが、その最中カラーラが突如二人を攻撃する。彼女はエンタープライズをアルタミッドに誘き寄せるために送られたクラールの一味だった。
カークとチェコフはカラーラを打倒して乗組員の探索を続け、スコットとジェイラに合流。U.S.Sフランクリンの修理を進め、復旧した転送装置で、墜落時に重傷を負ったスポックと彼を担いでいたマッコイを救出する。
一方、クラールは囚われたスールーやウフーラが密かに発信しようとした救難信号を利用してヨークタウンから艦隊を遠ざけ、シルから遺物を奪うと、それを自らが所持していた対になる遺物と組み合わせる。その正体は生命体を塵状に分解するアブロナスという兵器で、起動実験によってシルは殺害される。クラールは以前からアルタミット星より連邦のデータベースにアクセスして情報収集を続けており、エンタープライズをおびき寄せたのはアブロナスの部品である遺物を所持していたためだった。彼の目的はヨークタウンへアブロナスを用いた攻撃を行うことだった。
カークはそれを阻止するべくジェイラ、スポック、マッコイらと共にクラールの基地を襲撃。ジェイラはマナスを打倒し、カークは乗組員らを救出する。だがクラールは一足先にドローンの大部隊を引き連れてヨークタウンへ向かう。カークはU.S.Sフランクリンを復旧させて離陸し、追撃を敢行する。
クルーたちはドローンが周波数を用いた言語で通信しているのを解析し、それを逆手に取ってフランクリンに搭載されていたラジオから妨害電波を発信する。混乱に陥った大群は互いにぶつかり合って爆散し、巨大な炎の波を作った。クラールの乗った戦闘挺はヨークタウンの中核部で捕捉され、同時に船のアーカイブに残された映像からクラールの正体と目的も明らかになった。
クラールはかつてフランクリンの船長だった人間バルタザール・エディソンの成れの果ての姿だった。100年前アルタミッドに不時着し生き残ったエディソンと二人の乗組員は、自分たちを見捨てて平和と繁栄を謳歌する連邦を憎むようになった。そして、付近を航行する種族を捕らえては古代の装置で生命エネルギーを吸収して生き永らえ、復讐の機会を窺っていた。アブロナスを用いてヨークタウンを崩壊させたのを手始めに、銀河を戦乱の世に逆戻りさせ、そこから人類一強の支配体制を完成させること、ひいては多種族共栄という連邦の理念を葬り去るのことがその全容だった。
乗組員から吸収した命で人間に近い姿に戻ったエディソンは、給気塔からアブロナスを流して町の全域に行き渡らせようとする。カークはエディソンを追いつめ、無重力空間で格闘となる。戦いの末にエディソンは排気坑から宇宙に放り出され、アブロナスに飲み込まれていった。対するカークは寸でのところでスポックとマッコイに受け止められて助かった。
全てが終わった後、カークはヨークタウンの副総督の座を辞退し、スポックもまた、老スポックの思いを知り、仲間と共にある道を選ぶ。ジェイラは活躍を認められて宇宙艦隊アカデミーへの推薦入学が決まった。カークの誕生日を祝う仲間たちの目の前では、新たな航海に向けてエンタープライズの再建が進んでいた。

## キャスト
※括弧内は日本語吹替
- ジェームズ・T・カーク - クリス・パイン（阪口周平）

エンタープライズ号の船長。終わりの見えない宇宙探査の中で自身の矮小さを痛感し、船長としての力量に疑問を感じ始めている。
- スポック - ザカリー・クイント（喜山茂雄）
- レナード・マッコイ - カール・アーバン（宮内敦士）
- ニョータ・ウフーラ - ゾーイ・サルダナ（東條加那子）
- モンゴメリー・スコット - サイモン・ペッグ（根本泰彦）
- ヒカル・スールー - ジョン・チョー（浪川大輔）
- パヴェル・チェコフ - アントン・イェルチン（粟野志門）
- バルタザール・エディソン / クラール - イドリス・エルバ（斉藤次郎）

アルタミッドを根城にする謎の男。
- ジェイラ - ソフィア・ブテラ（川庄美雪）
- アンダーソン・リー / マナス - ジョー・タスリム

クラールの右腕。
- ジェシカ・ウルフ / カラーラ - リディア・ウィルソン（英語版）

保護された異星人。
- エイリアン原語部分の声 - サラ・マリア・フォースバーグ（英語版）

- キーンザー - ディープ・ロイ
- シル少尉 - メリッサ・ロクスバーグ

エンタープライズの乗組員。
- パリス准将 - ショーレ・アグダシュルー（塩田朋子）

宇宙基地ヨークタウンの司令官。カークの迷いを理解し、助言を行う。
- フィネガン中佐 - グレッグ・グランバーグ

宇宙基地ヨークタウンの副官。
- フィージャ - ダニー・プディ（英語版）
- ザヴァンコ - キム・コールド
- ティヴァンナ - アニータ・ブラウン
- ワジェット - ダン・ペイン（英語版）
- ティーナックスの首領 - シェー・ウィガム（声）（乃村健次）
- 宇宙基地ヨークタウンの隊員 - ジェフ・ベゾス（カメオ出演）
- 宇宙基地ヨークタウンの医師 - カルロ・アンチェロッティ（カメオ出演）

レナード・ニモイはスポック・プライムとして写真でのカメオ出演で登場し、ジョージ・タケイ、ウォルター・ケーニッグ、ウィリアム・シャトナー、ジェームズ・ドゥーアン、デフォレスト・ケリー、ニシェル・ニコルズもスールー、チェコフ、カーク、スコット、マッコイ、ウフーラのプライム版としてそれぞれ写真でのカメオ出演で登場している。

## 製作

### 構想
2014年5月、J・J・エイブラムスは『スター・ウォーズ/フォースの覚醒』の製作で多忙なため、『スター・トレック　ケルヴィン・タイムライン版』第3作では監督を務めることができないと述べた。この数日後、ロベルト・オーチーが監督候補の筆頭に上がっていると報じられたが、製作元のスカイダンス・プロダクションズはこの報道に対して一切コメントしなかった。
2014年12月、オーチーは本作の企画から離れた。その際、自分は第3作の監督を務めることはないと明言した。その後、ルパート・ワイアット、ダニエル・エスピノーサ、モルテン・ティルドゥム、エドガー・ライト、ダンカン・ジョーンズ、ジャスティン・リン、ジョナサン・フレイクスらが監督候補として噂された。同月下旬、ジャスティン・リンが第3作の監督を務めることが決まった。

### 脚本
2013年、ロベルト・オーチーはパトリック・マッケイとジョン・D・ペインの2人とともに本作の脚本の執筆を始めた。なお、一部メディアが長年オーチーとタッグを組んできたアレックス・カーツマンも脚本の執筆に参加し、ジョー・コーニッシュも何らかの形で本作に携わると報じたが、それは誤報であった。オーチーが本作の製作から離れた後、サイモン・ペッグとダグ・ユングが脚本のリライトを行うことが決まった。ペッグはオーチーの初稿に関して「パラマウントは思うように興行収入が稼げないスター・トレックの新作のための脚本を持っていた。パラマウントは脚本の内容がトレッキー寄りになりすぎているのではないかと懸念しているようだった。」「脚本のリライトを引き受けるにあたって、僕はより万人受けするような形に修正することを求められた。そのために、西部劇やスリラー映画、犯罪映画の要素をストーリーに盛り込んだ。そのストーリーの中にスタートレックのキャラクターを配置していった。これで往年のスタートレックファンではない観客でも楽しめるような内容になったと思う。」と語っている。なお、本作の脚本家としてクレジットされているのはオーチー、ペイン、マッケイ、ペッグ、ユングの5人である。しかし、ペグとユングの2人が脚本をリライトするにあたって、オーチーらの初稿を参照することはなかった。

### キャスティング
主要キャストは2009年に公開された『スター・トレック』の出演契約で続編2本にも出演する契約を結んでいたため、本作への出演はスムーズに決まった。2014年9月、プロデューサーのJ・J・エイブラムスはウィリアム・シャトナーに本作への出演を持ち掛けた。それに対しシャトナーは脚本の出来次第だと返答したという。2015年3月、イドリス・エルバが本作の悪役を演じる候補として挙がっていると報じられた。翌月には、エルバの出演が正式に決まった。4月の段階でエルバの演じるキャラクターの詳細は全く明らかにされなかったが、9月になってサイモン・ペグが「エルバの演じる悪役は過去のシリーズに登場したキャラクターではないオリジナルなキャラクターだ。」と明かした。
4月10日、ソフィア・ブテラが主役級のキャラクターを演じると報じられた。7月上旬、キーンサー役のディープ・ロイの続投が決まった。24日、ジョー・タルシムの出演が決まった。8月18日、リディア・ウィルソンが本作に出演すると報じられた。

### 撮影
スタジオ側が脚本の出来に満足せず、複数回の修正を余儀なくされたため主要撮影の開始が遅れた。2015年6月25日、本作の主要撮影がカナダのブリティッシュコロンビア州スコーミッシュとバンクーバーを中心に始まった。また、ソウルやアブダビでも本作の撮影が行われた。

## 公開
本作は2Dと3Dの両方で公開される予定である。2014年8月、パラマウントはスター・トレック放送開始50周年にあわせるために本作の公開日を2016年に先延ばしにすると発表した。12月23日、本作の北米公開日が2016年7月8日に決定した。2015年9月17日に、北米公開日が2016年7月22日に変更された。
日本では2016年10月21日に劇場公開され、IMAX3D版や4D版も同時上映された。前作とは違い吹替版の上映はなく、『スター・トレック (2009年の映画)』同様に字幕版のみとなり、IMAXや4Dではない通常スクリーンは全てが2D版での上映となった。本作以後も洋画全体で3D版の上映規模が見直され、一部を除いてIMAXや4Dに3D版が集約されるようになった。

## マーケティング
2015年12月14日、本作のファースト・トレイラーが公開された。

## 続編
本作の続編は複数のプロジェクトが同時進行的に進んでいる。

### クリス・ヘムズワース出演作
2015年6月26日、クリス・パインとザカリー・クイントが第4作に出演する契約を結んだと報じられた。2016年7月13日、製作サイドにアントン・イェルチンの後任を選出する意向はないとの報道があった。16日、J・J・エイブラムスが第4作を製作する予定があることを認め、クリス・ヘムズワース演じるジョージ・カーク（ジェームズ・T・カークの父親）を再登場させるつもりだと明かした。しかし、2018年8月10日、パラマウントとの間で行われていた、パインおよびヘムズワースの出演交渉が決裂したと報じられ、2019年1月9日、この続編の製作は中止となった。

### クエンティン・タランティーノ監督作
2017年12月3日、クエンティン・タランティーノが劇場版のアイデアをJ・J・エイブラムスとパラマウントに明かしたところ、双方が並々ならぬ関心を示したとの報道があった。タランティーノはスケジュールが許せば自ら監督を務める意向だとも報じられた。22日、マーク・L・スミスがタランティーノのアイデアに沿って脚本を執筆することになったと報じられた。なお、2018年4月、パラマウントCEOのジム・ギアノプロスは本作の続編とタランティーノの劇場版は並行して開発中だと述べており、タランティーノの劇場版が本作と無関係の独立した作品になる可能性を示唆した。

### ノア・ホーリー監督作
2019年11月、本作の続編の新監督に『ファーゴ』と『レギオン』で知られるノア・ホーリーが就任し、監督自らパインの復帰も発表されたが、2020年12月に離脱を発表した。報道によれば、脚本がパンデミックを扱ったものであり、新型コロナウイルス感染症の世界的流行により時勢に合わなくなってしまったことが原因とされている。

### カリンダ・ヴァスケス脚本作
2021年3月、『スタートレック:ディスカバリー』の脚本家のカリンダ・ヴァスケスが起用され、タイトル未定の脚本を執筆したと報じられた。2021年4月、公開日が2023年6月9日と発表された。そしてJ・J・エイブラムスがプロデューサーに戻ると発表された。しかし、本作の続編かリブート版になるかは不明。

### マット・シャックマン監督作
2021年7月、本作の続編の新監督に『ワンダヴィジョン』で知られるマット・シャックマンが就任し、ヴァスケスの脚本とは別に、リンジー・ビアーとジェニーヴァ・ロバートソン＝ドウォレットが脚本を執筆することが決まった。2021年11月、公開日が2023年12月22日に延期され、同じく延期した『トランスフォーマー/ビースト覚醒』のためのパラマウントのスケジュールに余裕を持たせた。 その時までに、脚本家のジョシュ・フリードマンとキャメロン・スクワイズは脚本を書き直していた。
J・J・エイブラムスとパラマウント新CEOのブライアン・ロビンスは、2022年2月、パインを含め、クイント、サイモン・ペッグ、カール・アーバン、ゾーイ・サルダナ、ジョン・チョーなど、キャストが続編に戻るために交渉中であると発表した。

## Blu-ray/DVD
パラマウント ジャパンよりBlu-ray DiscとDVDが発売。2016年以降NBCユニバーサルが販売。
- Blu-ray
  - スター・トレック BEYOND ブルーレイ+DVDセット　品番：PJXF-1075　発売日：2017年2月22日
  - スター・トレック BEYOND 3Dブルーレイ+ブルーレイセット　品番：PJXF-1076　発売日：2017年2月22日
  - スター・トレック BEYOND Large shipフィギュア付き ブルーレイ+特典ブルーレイセット　品番：PJXF-1077　発売日：2017年2月22日
  - スター・トレック BEYOND [4K ULTRA HD+Blu-rayセット]　品番：PJXF-1078　発売日：2017年2月22日
  - スター・トレック BEYOND　品番：PJXF-1108　発売日：2017年9月21日
  - スター・トレック ベストバリューBlu-rayセット　品番：PJXF-1141　発売日：2018年6月6日
  - スター・トレック 3 ムービー・コレクション [4K ULTRA HD + 3D Blu-ray + Blu-rayセット]　品番：PJXF-1164　発売日：2018年6月6日（スター・トレックの、3D Blu-rayは無し）

- DVD
  - スター・トレック BEYOND　品番：PJBF-1195　発売日：2017年9月21日
  - スター・トレック ベストバリューDVDセット　品番：PJBF-1258　発売日：2018年6月6日